# Берсенева, Мария Владимировна
Мари́я Влади́мировна Берсе́нева (девичья фамилия — Шипова, фамилия при первом замужестве — Кофенлу; род. 30 мая 1981 года, Москва, РСФСР, СССР) — российская актриса театра и кино, фотомодель и предпринимательница. Известна главным образом по роли Марго (Маргариты Александровны Ребровой) в телесериале «Маргоша».

## Биография
Родилась в Москве 30 мая 1981 года. Отец (подполковник милиции в отставке) — тренер, спортивный судья международного класса, обладатель чёрного пояса по карате. К своим тренировкам в детстве приобщал и дочь. Мать занималась конькобежным спортом, тренер-преподаватель, долгое время преподавала в МАИ физвоспитание.
В июне 2016 года Берсенева открыла бизнес по продаже игрушек, изготавливаемых её матерью. В ноябре перенесла серьёзную операцию на позвоночнике.

## Карьера

### Модель
Окончила ГИТИС в 2002 году, после чего несколько лет работала профессиональной моделью в агентствах «М-Глобус» и «Point», участвовала в показах одежды и активно снималась в рекламе. Полученный опыт пригодился актрисе в сериале «Дочки-матери», когда довелось играть ведущую модель рекламного агентства.

### Актриса. Начало пути
В кино Мария Берсенева начинала с небольших эпизодов. Чаще всего ей доставались роли стервозных разлучниц и интриганок в драматических сериалах. В таком плане была сыграна ею и первая, по-настоящему большая роль в сериале «Дочки-матери». Актриса создала образ Анны Зайцевой, ведущей модели агентства «ИМЯ REC». Снималась в сериалах «Петя Великолепный» (секретарша Лидия), «И всё-таки я люблю…» (проститутка Мэри), «Чемпион» (Лида).

### «Маргоша»
На кастинг сериала «Маргоша» Берсенева пришла вместе с актрисой, с которой они снимались в сериале «Петя Великолепный». Создатели сериала остановили свой выбор на Берсеневой. Единственное условие, которое они перед ней поставили — это перекраситься, ведь по сценарию Марго Реброва должна была быть блондинкой, но Берсенева отказалась.
В 2016 году снялась в сериале «Майор и магия», где сыграла одну из главных ролей, премьера состоялась в январе 2017.

### Театр
С 2019 года является актрисой Московского государственного еврейского театра «Шалом». Играет в спектаклях «Семь раз отмерь», «Размороженный», «Операция „Трали-вали“ или заговор Шапокляк».

## Личная жизнь
Девичья фамилия — Шипова. 14 августа 2002 года, во время учёбы в ГИТИСе, вышла замуж за Гурама Кофенлу. 12 декабря того же года родила сына Никиту. Они расстались, когда ребёнку было полгода. Сын носит фамилию отца — Кофенлу. 21 декабря 2007 года вышла замуж за кикбоксера Николая Берсенева, с которым была знакома ещё со школьных лет (до официальной регистрации пять лет жили в незарегистрированном браке). В сентябре 2009 года супруги подали заявление на расторжение брака. Развод состоялся 9 января 2010 года. 22 декабря 2022 года родила второго ребёнка — девочку. Недавно стало известно, что малышку назвали Марусей.  Личность третьего супруга Мария не афиширует.

## Роли в театре
- «Анна Каренина» — Анна Каренина[13]
- «Карнавал любви», спектакль шёл также под названием «Труффальдино из Бергамо» — Беатриче
- «Куколка» (другие названия спектакля: «Уроки любви», «Школа любви») — Василиса[1]
- «Мимолётом» (другие названия спектакля: «Теорема любви», «8 Марта. Мимолётом») — Александра[1]
- «Три грустных мужа и один весёлый» — Любовь[1]
- «Семь приёмов обольщения, или Сафари любви» — Машенька / Сонечка
- «Ужин для дураков» — Фрэда
- «Блоха» — Машка[1]
- «А зори здесь тихие» — Женя Комелькова[1]
- «Женихи» (по пьесе Н. Гоголя «Женитьба») — Агафья Тихоновна
- «Мастер и Маргарита» — Маргарита[14]
- «Семь раз отмерь» (театр «Шалом») — Мария, соседка-гадалка
- «Размороженный» (театр «Шалом») — Стела
- «Операция „Трали-вали“ или, заговор Шапокляк» (театр «Шалом») — Шапокляк

## Фильмография
| Год       |   | Название                                                | Роль                                                      |
| --------- | - | ------------------------------------------------------- | --------------------------------------------------------- |
| 2004      | с | Холостяки                                               | Даша                                                      |
| 2005      | с | Авантюристка                                            | новая секретарша                                          |
| 2005      | с | Бухта Филиппа                                           | подруга Милы (фильм № 2; в титрах указана как М. Кофенлу) |
| 2005      | ф | Здравствуйте, мы — ваша крыша!                          | бухгалтер в офисе Каприщева                               |
| 2006      | с | Врачебная тайна                                         | Лена Шевченко                                             |
| 2006      | ф | Один в Новогоднюю ночь                                  | снеговик Света                                            |
| 2006      | с | Петя Великолепный                                       | секретарь Лидия                                           |
| 2006      | с | Трое сверху                                             | Лика                                                      |
| 2006      | с | Кто в доме хозяин?                                      | Света                                                     |
| 2007      | с | Дочки-матери                                            | Анна Зайцева                                              |
| 2007—2008 | с | И всё-таки я люблю…                                     | Мэри                                                      |
| 2008      | с | Провинциалка                                            | секретарь                                                 |
| 2008      | с | Чемпион                                                 | Лида                                                      |
| 2009—2011 | с | Маргоша                                                 | Марго (Маргарита Александровна Реброва)                   |
| 2011      | ф | Бабло                                                   | Яна                                                       |
| 2012      | с | Без следа                                               | Светлана Воронкова, капитан Следственного комитета        |
| 2012      | ф | Не укради!                                              | Светлана Иволгина                                         |
| 2013      | с | Бальзаковский возраст, или Все мужики сво… 5 лет спустя | Катя                                                      |
| 2013      | с | Семейный детектив (второй сезон)                        | Валерия Таран                                             |
| 2013      | с | Мама-детектив (шестая серия)                            | Марина Кравцова, теннисистка                              |
| 2013      | ф | Контуженый                                              | Капитолина Саврасова (Капа)                               |
| 2014      | ф | С Восьмым марта, мужчины!                               | Анна Беркутова                                            |
| 2014      | с | Ералаш (выпуск № 307, сюжет «Жадина»)                   | Снегурочка                                                |
| 2015      | с | Ой, ма-моч-ки!                                          | юристка Рита Королёва, пациентка                          |
| 2015      | ф | Кукушён                                                 | Имя персонажа не указано                                  |
| 2016      | с | Отдел (седьмая и четырнадцатая серии)                   | Татьяна Розова                                            |
| 2016      | ф | Я любить тебя буду, можно?                              | журналистка Анна                                          |
| 2017      | с | Майор и магия                                           | провидица Елена Воробьяшкина                              |
| 2017      | с | Не в деньгах счастье                                    | Яна, юристка на фирме Бориса Невского                     |
| 2017      | с | Неизвестный                                             | Елена Лопатина                                            |
| 2019      | с | Анатомия убийства (второй сезон)                        | Рита Ольшанская                                           |
| 2020      | с | Чужой ребёнок                                           | Надежда Белозёрская (Плотникова)                          |
| 2020      | с | Ищейка (четвёртый сезон)                                | Алла Архипова                                             |
| 2022      | с | Райский                                                 | Ольга Огарёва                                             |

### Дубляж
| Год  |   | Русское название | Оригинальное название | Роль                         |
| ---- | - | ---------------- | --------------------- | ---------------------------- |
| 2007 | ф | Зачарованная     | Enchanted             | Нэнси Тремейн (Идина Мензел) |

## Телевидение
- 2010 — Одни дома
- 2010 — Даёшь молодёжь! Новый год
- 2012 — Так говорят женщины
- 2012 — Уйти от родителей (реалити-шоу, телеканал «Домашний»)[19]
- 2013 — Осторожно, дети!
- 2014 — ведущая выпуска об Одинцовском районе проекта «Отдых 360»[20]
- 2015 — ведущая серии «Синий платочек» в проекте «Победа. Песни. Любовь»[21]
- 2016 — «Ералаш» — выпуск № 307, сюжет «Жадина»

### Рекламные ролики
- 2003 — «Рондо»
- 2007 — Nuts
- 2009 — Blend-A-Med
- Discreet
- мороженое «Магнат»
- ECCO
- 2014 — лицо коллекции бренда MD[22]
- 2016 — завод «Электродеталь» в Брянске[23]

### Видеоклипы
- 2009 — «Фантастика» («Мумий Тролль»)
- 2012 — «Я Любил» (Dato)
- 2013 — «Ангел» («Уч-кудук»)

## Награды и номинации
- 27 февраля 2010 года получила народную премию «Телезвезда» (Украина) в номинации «Лучшая актриса».
- 18 ноября 2010 года получила премию «Женщина года Glamour» в номинации «ТВ-актриса года»[24][25].
- В декабре 2012 года стала обладательницей премии «Самая красивая женщина» по итогам проекта TOP Beauty — 10[26].